# Parti communiste de Bohême et Moravie

Drapeau du Parti communiste de Bohême et Moravie.

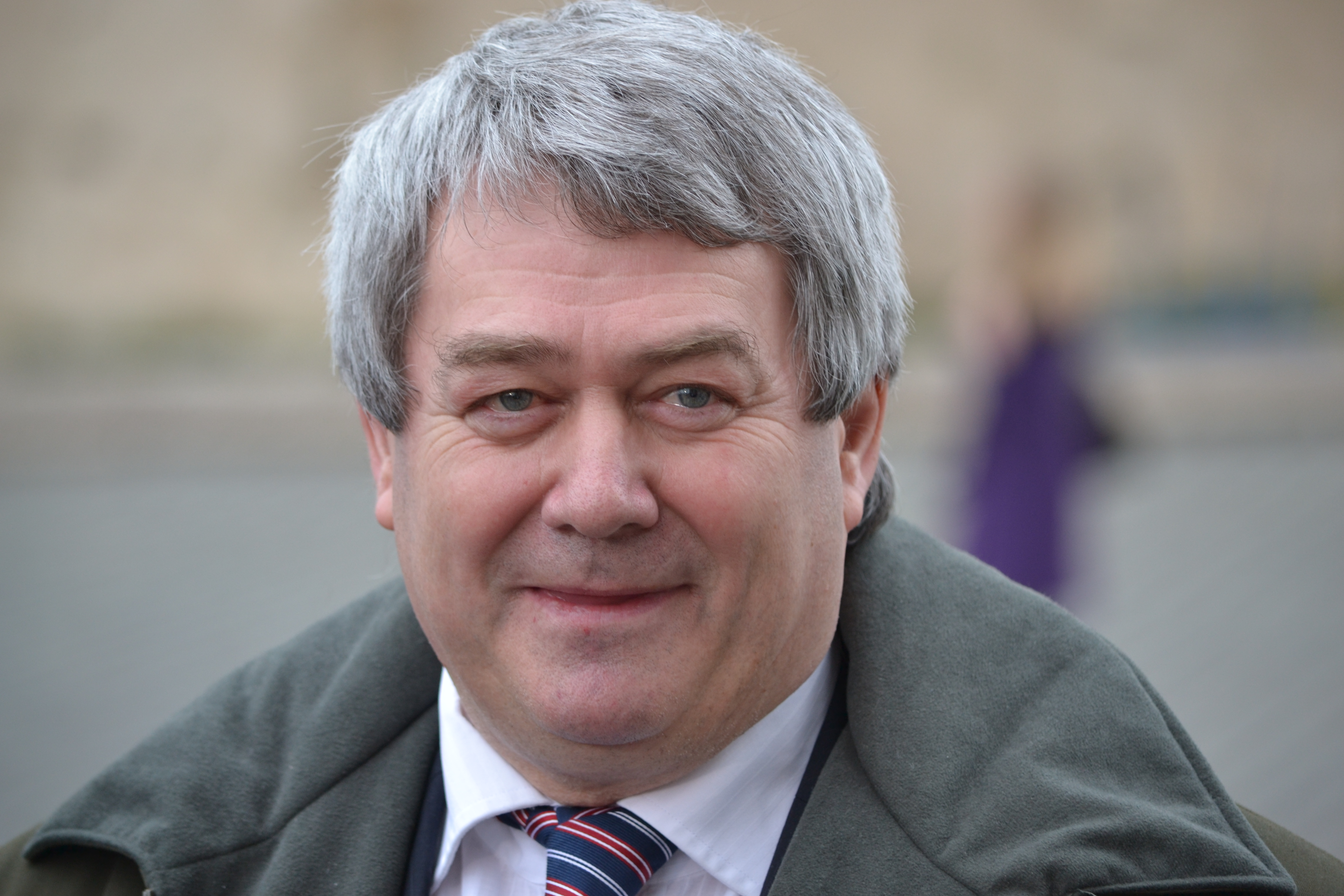
Vojtěch Filip, ancien dirigeant du parti, en 2013.

Le Parti communiste de Bohême et Moravie (en tchèque : Komunistická strana Čech a Moravy, KSČM) est un parti politique tchèque, héritier du Parti communiste tchécoslovaque, classé entre la gauche et l'extrême gauche. Il est membre observateur du Parti de la gauche européenne mais plus du groupe de la Gauche au Parlement européen (GUE/NGL) au Parlement européen depuis 2024. Il est actuellement dirigé par Kateřina Konečná.
Les sources décrivent diversement le parti comme étant de gauche,, de gauche radicale ou d'extrême gauche,,,. C'est l'un des rares anciens partis au pouvoir de l'Europe centrale et orientale post-communiste à ne pas avoir supprimé le titre communiste de son nom, bien qu'il ait modifié le programme de son parti pour se conformer aux lois adoptées après 1989. En 2022, le parti compte quelque 20 450 adhérents. Son symbole est la cerise.

## Histoire
Le KSČM est créé en 1989, lors d'un congrès extraordinaire du Parti communiste tchécoslovaque qui décida de fonder un parti spécifique pour les territoires de Bohême et de Moravie, les régions qui allaient devenir la République tchèque. En 1990, le Parti communiste tchécoslovaque devint une fédération des deux partis créés par la séparation. Plus tard, le Parti communiste slovaque devint le Parti de la gauche démocratique et la fédération fut rompue en 1992.
Au IIe Congrès du parti, en 1992, des groupes importants le quittèrent comme le nouveau Parti de la gauche démocratique et le Parti du bloc de gauche qui ensuite fusionnèrent en un Parti du socialisme démocratique, parfois allié au KSCM. Une autre partition advint avec le départ du Parti des communistes tchécoslovaques, rebaptisé Parti communiste de Tchécoslovaquie.
Son électorat est principalement constitué par les « laissés-pour-compte » du nouveau système (anciens fonctionnaires, retraités, ouvriers et Roms).
En juin 2002, le KSČM obtint 18,5 % des votes à la Chambre des députés, ce qui en fait le troisième parti représenté au parlement avec 41 députés. En juin 2004, il atteint même la deuxième place, lors des élections au Parlement européen, avec six députés sur 24.
En juin 2006, il subit un revers lors des législatives en n'obtenant que 26 sièges (12,8 %). La branche jeunesse du parti est interdite en 2006 par le gouvernement de Václav Klaus pour avoir « violé la constitution » en militant pour la nationalisation des moyens de production.
Il a obtenu près de 15 % des voix lors des élections régionales et sénatoriales d'octobre 2008.
Le KSCM a obtenu 20,44 % des voix lors des élections régionales d'octobre 2012, en passant de 114 élus à 182 élus. Pour la première fois, le Parti social-démocrate (CSSD, 23,57 % des voix) envisage de former une coalition gouvernementale avec le KSCM.

## Idéologie
En tant que parti communiste et successeur de l'ancien Parti communiste tchécoslovaque au pouvoir, sa plate-forme promeut l'anticapitalisme et le socialisme à travers un angle de vue marxiste. Il détient des vues eurosceptiques en ce qui concerne l'Union européenne,,.

## Résultats électoraux

### Chambre des députés
| Année | Voix    | %    | Sièges   | Rang | Gouvernement                   |
| ----- | ------- | ---- | -------- | ---- | ------------------------------ |
| 1990  | 954 690 | 13,2 | 33 / 200 | 2e   |                                |
| 1992  | 909 490 | 14,0 | 35 / 200 | 2e   | Opposition                     |
| 1996  | 626 136 | 10,3 | 22 / 200 | 3e   | Opposition                     |
| 1998  | 658 550 | 11,0 | 24 / 200 | 3e   | Opposition                     |
| 2002  | 882 653 | 18,5 | 41 / 200 | 3e   | Opposition                     |
| 2006  | 685 328 | 12,8 | 26 / 200 | 3e   | Opposition                     |
| 2010  | 589 765 | 11,3 | 26 / 200 | 4e   | Opposition                     |
| 2013  | 741 044 | 14,9 | 33 / 200 | 3e   | Opposition                     |
| 2017  | 393 100 | 7,76 | 15 / 200 | 5e   | Soutien sans participation     |
| 2021  | 193 817 | 3,60 | 0 / 200  | 7e   | Opposition extra-parlementaire |

### Sénat
| Année | 1er tour | 1er tour | 2d tour | 2d tour | Sièges |
| Année | Voix     | %        | Voix    | %       | Sièges |
| ----- | -------- | -------- | ------- | ------- | ------ |
| 1996  | 393 494  | 14,3     | 45 304  | 2,0     | 2 / 81 |
| 1998  | 159 123  | 16,5     | 31 097  | 5,8     | 4 / 81 |
| 2000  | 152 934  | 17,8     | 73 372  | 13,0    | 3 / 81 |
| 2002  | 110 171  | 16,5     | 57 434  | 7,0     | 3 / 81 |
| 2004  | 125 892  | 17,4     | 65 136  | 13,6    | 2 / 81 |
| 2006  | 134 863  | 12,7     | 26 001  | 4,5     | 2 / 81 |
| 2008  | 147 186  | 14,1     |         |         | 3 / 81 |
| 2010  | 117 374  | 10,2     |         |         | 2 / 81 |
| 2012  | 153 335  | 17,4     | 79 663  | 15,5    | 2 / 81 |
| 2014  | 99 973   | 9,7      |         |         | 1 / 81 |
| 2016  | 83 741   | 9,50     | 5 735   | 1,35    | 1 / 81 |
| 2018  | 80 371   | 7,38     | 3 578   | 0,86    | 0 / 81 |
| 2020  | 40 994   | 4,11     |         |         | 0 / 81 |
| 2022  | 17 612   | 1,58     |         |         | 0 / 81 |
| 2024  | 14 321   | 1,80     | 6 097   | 1,56    | 0 / 81 |

### Parlement européen
| Année | Voix    | %    | Sièges | Groupe  |
| ----- | ------- | ---- | ------ | ------- |
| 2004  | 472 862 | 20,3 | 6 / 24 | GUE/NGL |
| 2009  | 334 577 | 14,2 | 4 / 22 | GUE/NGL |
| 2014  | 166 478 | 11,0 | 3 / 21 | GUE/NGL |
| 2019  | 164 624 | 6,9  | 1 / 21 | GUE/NGL |